# Gabriela Španić
Gabriela Elena Španić Utrera (Ortiz, Guáricu 10. prosinca 1973.), nagrađivana venezuelanska glumica i model hrvatskog porijekla, najpoznatija po ulogama u latinoameričkim telenovelama, poput Otimačice, Za tvoju ljubav i Uljeza. Između ostalog bavi se i produkcijom, pjevanjem, a poznata je i kao filantrop.

## Životopis
Gabrielina majka je iz Venezuele, a otac Kazimir je emigrirao zajedno s njenim djedom i bakom iz Hrvatske u Venezuelu, 1947. godine. Karijeru je započela na izboru za Miss Venezuele 1992. kao Miss Guarico znajući da će je manekenstvo približiti glumi. Bila je izabrana za Miss Guarico (1992.) i Miss Tijela na izboru za Miss Venezuela International. Studirala je psihologiju godinu dana, ali njezina strast je uvijek bila gluma pa je pohađala satove glume na Luz Columbia Theatre Research Centre, a kasnije je uzimala razne satove u Training Centre of Professionals Communication, kao i u Free Workshop for the actors.
Glumačku karijeru počela je u Venezueli glumeći manje uloge u venezuelanskim telenovelama u produkciji TV kuće Venevision. Godine 1993. odigrala je zapaženu ulogu u seriji Morena Clara, što joj je naposljetku, 1995. godine, omogućilo dobivanje prve glavne uloge, Gilde Barreto, u telenoveli Nijedna kao ti (Como Tú, Ninguna). Partner joj je bio kasniji suprug Miguel de Leon, a serijom je ostvarila popularnost i izvan granica Venezuele.
Godine 1997. ponuđena joj je uloga u projektu meksičke TV kuće Televise, telenovele Otimačica, zbog čega se preselila u Meksiko. U toj seriji glumila je dvostruku ulogu, bogatu i sebičnu Paolu Bracho te njenu siromašnu i poštenu sestru blizanku Paolinu Martinez. Malo je poznato da je neke dvostruke scene pojavljivanja odglumila zajedno sa svojom stvarnom blizankom.
Tri godine kasnije ponovno je glumila dvostruku ulogu sestara Virginije i Vanesse u telenoveli Uljez (La Intrusa), ali ta serija nije ostvarila uspjeh Otimačice, iako je završila na drugom mjestu gledanosti u Meksiku.
Njena sestra blizanka Daniela je manekenka i također glumica. Ima i mlađu sestru Patriciju te braću Antonija i Adiela.
Dana 22. listopada 1997. godine udala se za glumca Miguela de Leona. Uskoro nakon vjenčanja odselili su se u Meksiko gdje je Gabriela nastupila u popularnoj telenoveli Otimačica. Jednu od sporednih uloga u spomenutoj seriji, milijunaša Douglasa Maldonada, odglumio je i njen suprug.
Godine 2000. u sklopu promotivne turneje, a na inicijativu hrvatskog tjednika Glorija, posjetila je zajedno sa sestrom Danielom i Hrvatsku gdje je upoznala rodbinu. U rujnu 2003. rastavila se od supruga Miguela. Godine 2005. izbacila je vlastitu liniju "Gabriela 2005 Total".

## Telenovele

#### Uloge na TV Azteci
- La Otra Cara del Alma (2013)
- Emperatriz  (2011.)

#### Uloge na Televisi
- Soy tu dueña (Tvoja sam vlasnica) (2010.)
- La intrusa (Uljez) (2001.)
- Por tu amor (Za tvoju ljubav) (1999.)
- La usurpadora (Otimačica) (1998.)

#### Uloge na Telemundu
- Tierra de pasiones ("Zemlja strasti) (2006.)
- Decisiones (2005.)
- Prisionera (Zatočenica) (2004.)
- La venganza (Osveta) (2002.)

#### Uloge na Venevisionu
- Todo por tu amor (Sve za tvoju ljubav) (1997.)
- Como Tú, Ninguna (Nijedna kao ti) (1994.)
- Quirpa de tres mujeres (1996.)
- Morena Clara (1993.)
- María Celeste (1994.)
- Rosangelica (1993.)
- Divina obsesión (1992.)
- La loba herida (1992.)
- Mundo de fieras (1991.)
- Adorable Mónica  (1990)

## Vanjske poveznice
- Gabriela Španić u internetskoj bazi filmova IMDb-u (engl.)
- Službena stranica
- Por Amor de Gabriela Spanic